# Гра в цивілізацію
«Гра в цивілізацію» (англ. The Civilisation Game) — науково-фантастичне оповідання Кліффорда Сімака, вперше опубліковане журналом «Galaxy Magazine» у листопаді 1958 року.

## Сюжет
Боячись загубити свою індивідуальність та культурну спадщину через спілкування з іншими цивілізаціями, земляни започаткували програму «Продовження»: відібрали частину людей, які на тихій ізольованій планеті повинні були культивувати традиційний спосіб життя зі всіма його професіями і досягненнями. 
Стенлі Пакстон брав участь в програмі в групі «політиків». Він виграв президентські вибори, застосовуючи «традиційні» методи боротьби, більшість з яких була брудними і тепер побоювався за своє життя через можливу симетричну відповідь опонентів. Він мав намір переховуватись в домі сім'ї свого друга, серед яких були «митці», «економісти» і навіть «воєнначальники».
Запідозривши в одному з інших гостей дому — «єпископі», підісланого вбивцю, він вирішив втікати через полігон «воєнначальника», де влаштовує засідку на переслідувача.
Але його вагання надають шанс вбивці, і вони обидва отримують смертельні рани.
Хоча це не призводить до їхньої смерті, бо безпечні умови гарантуються гравцям в традиційну людську цивілізацію численною прислугою роботів, а саме роботом-опонентом «воєнначальника».